# شومنا
شومنا (به چکی: Šumná) یک منطقهٔ مسکونی در جمهوری چک است که در ناحیه زنویمو واقع شده‌است. شومنا ۱۱٫۹۶ کیلومتر مربع مساحت و ۶۰۱ نفر جمعیت دارد و ۴۳۸ متر بالاتر از سطح دریا واقع شده‌است.